# Anua melaconisia
Anua melaconisia là một loài bướm đêm trong họ Erebidae.